# Katja Koch (Juristin)
Katja Koch (geboren 1974 in Frankfurt am Main) ist eine deutsche Juristin, Rechtsanwältin und Richterin.

## Ausbildung
Nach dem Abitur, das Katja Koch 1994 in Hamburg ablegte, studierte sie von 1994 bis 1999 an der Universität Hamburg Rechtswissenschaft. Nach ihrer Ersten Juristischen Staatsprüfung 1999 war sie ein Jahr lang wissenschaftliche Mitarbeiterin an der Universität Hamburg und leistete dann von 2000 bis 2003 in Hamburg das Rechtsreferendariat ab. 2003 promovierte sie an der Universität Hamburg zum Thema Handelspräferenzen der Europäischen Gemeinschaft für Entwicklungsländer. Typologie, Konditionierungen, WTO-Konformität und absolvierte im Jahr darauf ihre Zweite Juristische Staatsprüfung.

## Beruflicher Werdegang
In den Jahren 2004 bis 2006 war Katja Koch in Bonn als Rechtsanwältin tätig. 2006 trat sie als Richterin auf Probe in die Ordentliche Gerichtsbarkeit des Bundeslandes Bremen ein und wechselte 2009 dort in die Verwaltungsgerichtsbarkeit. Zwischen 2010 und 2011 war sie an das Sozialgericht Bremen abgeordnet, danach drei Jahre an das Bundesverwaltungsgericht.
2017 folgte ihre Ernennung zur Vorsitzenden Richterin am Verwaltungsgericht Bremen, 2018 wurde sie Richterin am Oberverwaltungsgericht Bremen.
Die Bremische Bürgerschaft wählte am 25. September 2019 Katja Koch zum Mitglied des Staatsgerichtshofs der Freien Hansestadt Bremen.

## Publikationen (Auswahl)
- Mitautorin von Andreas Fischer-Lescano,  Alfred Rinken, Karen Buse, Ilsemarie Meyer, Matthias Stauch, Christian Weber (Hrsl): Verfassung der Freien Hansestadt Bremen. Handkommentar. Nomos Verlag, 2016.
- Mitautorin von Klaus-Dieter Scheurle, Thomas Mayen (Hrsg.): Telekommunikationsgesetz (TKG). § 126 mit Mayen. 3. Auflage 2018. ISBN 978 3 406 62086 7.
- Mitautorin von Andreas Fischer-Lescano, Sperlich (Hrsg.): Landesrecht Bremen. Studienbuch. Nomos Verlag.